# ネフ氷河
ネフ氷河（スペイン語、Glaciar Nef）とは、南アメリカ大陸西端部を南北に走るアンデス山脈の南端部に存在する、氷河の1つである。

## 概要

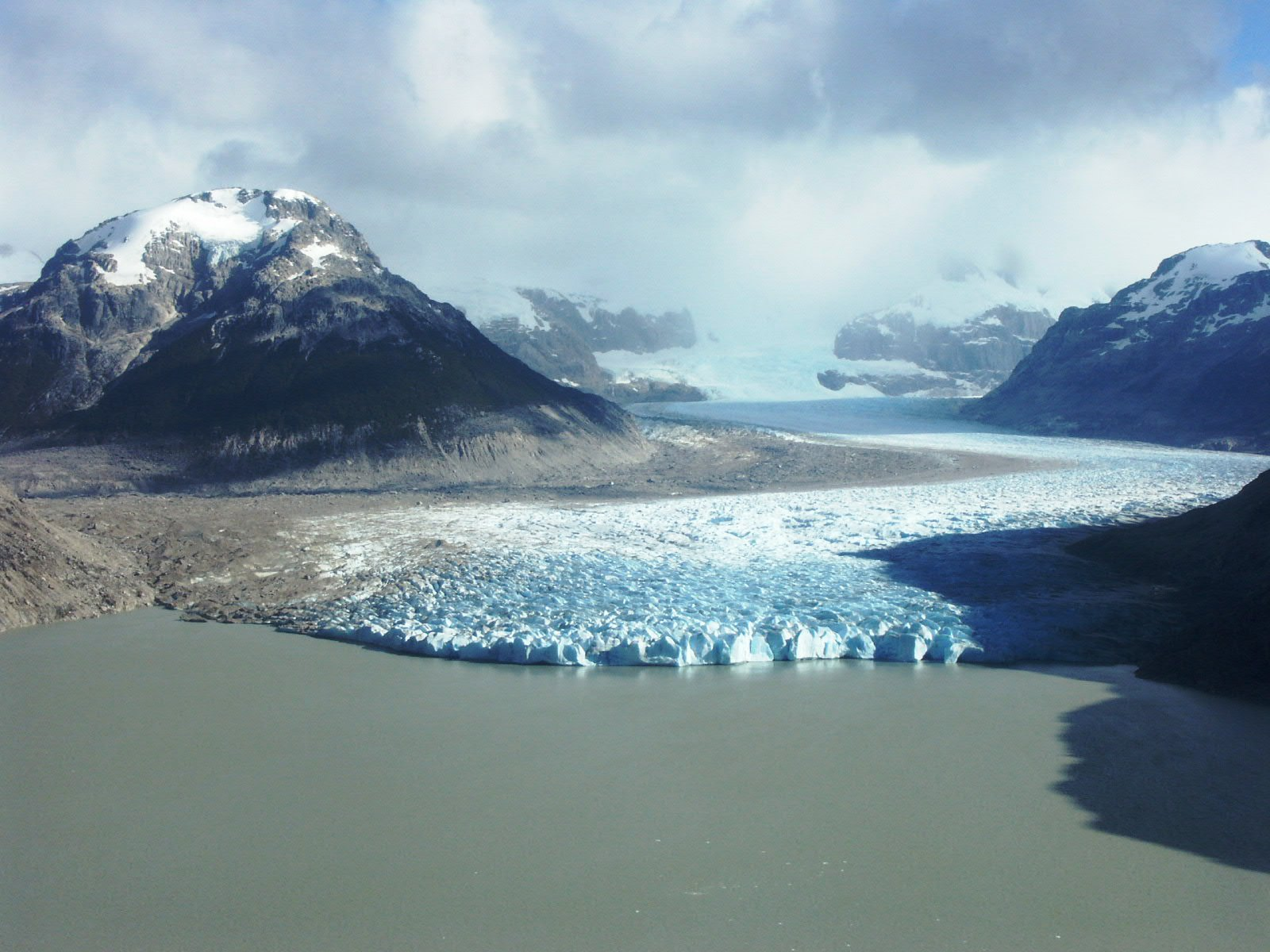
2006年3月に撮影された、ネフ氷河とネフ湖。

ネフ氷河は、おおよそ南緯47度03分、西経73度16分付近に位置しており、この場所はチリのアイセン・デル・ヘネラル・カルロス・イバニェス・デル・カンポ州に属している。いわゆるパタゴニアに存在する氷河の1つである。なお、この氷河とその周辺地域は、同国によってサン・ラファエル湖国立公園に指定されている。同園内には幾つも氷河が存在することで知られている。

## ネフ氷河の流路と融解水の行方

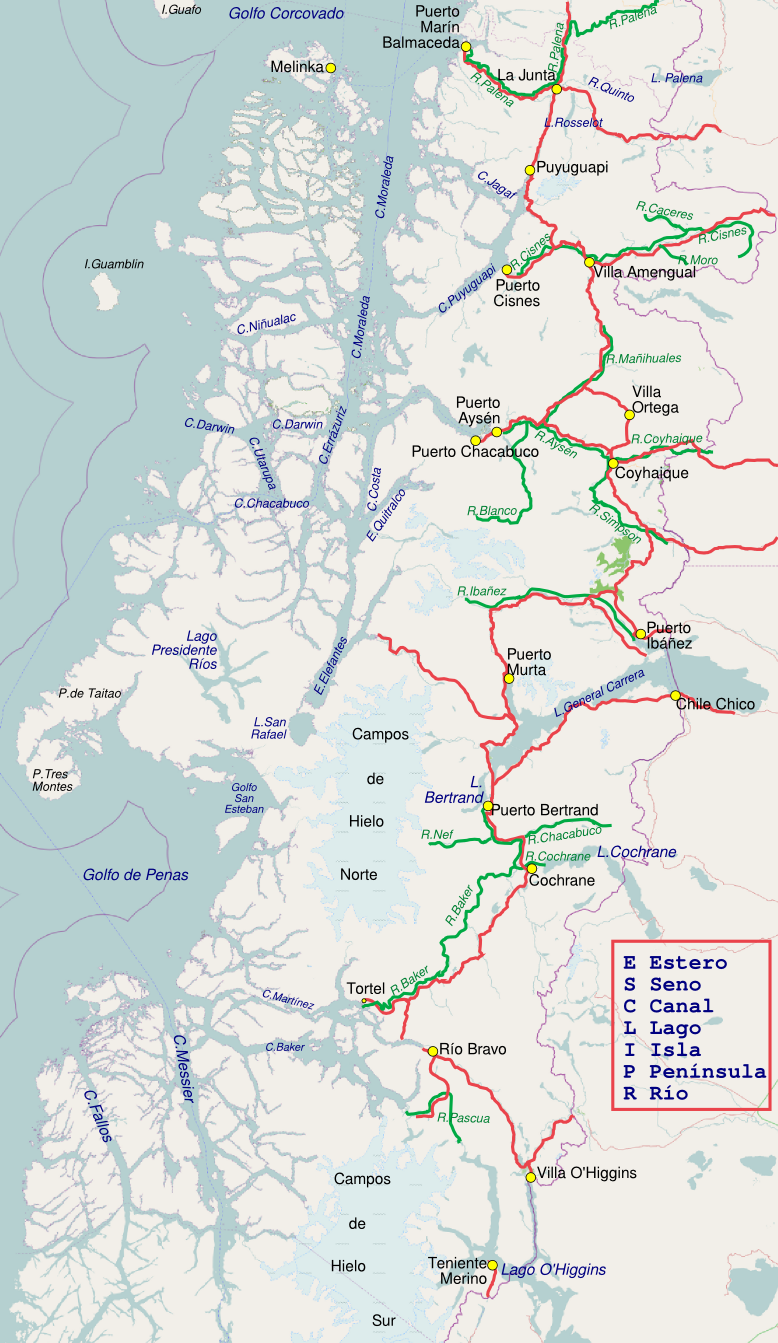
付近の主な河川。地図の中央よりやや南に、R. Nefと書かれているのがネフ川。ちなみに、L. Bertrandと書かれている湖から流れ出しているのがベイカー川であり、R. Chacabukoと書かれているのがチャカブコ川である。

ネフ氷河は北パタゴニア氷原から流れ出す氷河の1つである。この氷原から南東の方向（大西洋の方向）へと流れ出している。この氷河の下からは、氷河内に含まれていた微粒子を含むために灰色味を帯びた青色に見える水が流れ出している

。
この氷河の融解水はネフ川（スペイン語、Rio Nef）の水源となっている。ネフ川は、だいたい東の方向（大西洋の方向）へと流れる河川であり、ベイカー川に合流して終わる。つまり、ネフ川はベイカー川の支流の1つである。合流先のベイカー川も、しばらくはだいたい東の方向へと流れるものの、ベイカー川の別な支流であるチャカブコ川が合流してくる辺りから、ベイカー川は概ね南西の方向へと流れるようになり、最終的に太平洋へと注ぎ込んでいる。このように、ネフ氷河は太平洋とは逆の方向（大西洋の方向）へと流れ出していながら、その融解水は最終的に太平洋へと流れ込むのである。

## 縮小するネフ氷河

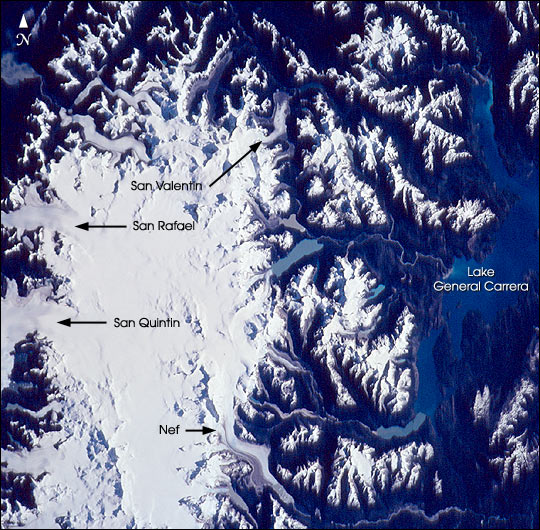
2001年12月に撮影された北パタゴニア氷原付近の衛星写真。写真中央の下部にNefと書かれているのがネフ氷河である。

近年の地球温暖化の影響を受けて、北パタゴニア氷原周辺の氷河は、1860年代から1870年代頃に後退（縮小）が始まったと見られており

、その後も概ね後退を続ける傾向にある。そしてそれはネフ氷河の場合も例外ではない。2006年現在ネフ湖（スペイン語、Lago Nef）と呼ばれている湖は、ネフ氷河が後退した結果として出現した湖であって、1930年代までは存在していなかった

。
さらに、1945年から2000年にかけて、ネフ氷河の先端は約3360 m後退したのだが、この期間のうち1994年以降のたった6年で、この55年間で後退した長さの3分の2を超える約2570 mが消滅した

。
以上のように急速に縮小を続けているのであくまで参考値に過ぎないものの、2001年時点において、ネフ氷河は約14 kmの長さがあって、164 km2の範囲を氷で覆っていた

。
また、2001年時点でのネフ川の源流は、南緯47度10分、西経73度9分付近であった

。